# Mistrzostwa Europy w Piłce Nożnej Kobiet 2025 (eliminacje)
Ten artykuł dotyczy trwającego lub niedawnego wydarzenia sportowego. Informacje w nim zamieszczone mogą się zmienić lub zdezaktualizować wraz z postępem zdarzenia. Początkowe doniesienia, wyniki lub statystyki mogą być niepewne. Ostatnie aktualizacje do tego artykułu mogą nie odzwierciedlać najbardziej aktualnych informacji.
Eliminacje Mistrzostw Europy w Piłce Nożnej Kobiet 2025 – pierwsza (w nowym formacie) edycja kwalifikacji do Mistrzostw Europy w piłce nożnej kobiet, mająca również charakter niejako części Ligi Narodów UEFA. Rozgrywki rozgrywane będą od 3 kwietnia 2024 do 3 grudnia 2024. Wezmą w niej udział żeńskie reprezentacje seniorskie 51 europejskich federacji krajowych zrzeszonych w UEFA, czyli wszystkie oprócz San Marino, Gibraltaru, Liechtensteinu i zdyskwalifikowanej Rosji.
Tak jak w Lidze Narodów UEFA, kwalifikacje są rozgrywane w systemie trzech dywizji i obowiązuje reguła spadków i awansów.

## Format rozgrywek
Drużyny uczestniczące w rozgrywkach zostały podzielone na trzy dywizje (A, B, C). Zespoły w każdej dywizji podzielone zostały na cztery koszyki.
W ramach każdej z dywizji wylosowane zostaną cztery grupy składające się z 4 drużyn (wyjątkiem jest dywizja C, gdzie jest piąta grupa z trzema drużynami). Losowanie odbędzie się 5 marca 2024. Mecze w grupach rozegrane zostaną w systemie kołowym (mecz i rewanż) od kwietnia do grudnia 2024 roku.

### Mechanizmy Ligi Narodów UEFA
Zwycięzcy grup w dywizjach B i C awansują do dywizji A i B Ligi Narodów UEFA 2025/26. Analogicznie zespoły z ostatnich miejsc grup w dywizji A spadną do dywizji B, a zespoły z ostatnich miejsc w grupach dywizji B oraz drużyna z trzeciego miejsca z najmniejszą liczbą punktów spadną do dywizji C.

### Mechanizmy kwalifikacji do Mistrzostw Europy
Drużyny z pierwszych i drugich miejsc z grup Dywizji A awansują bezpośrednio do turnieju. Drużyny, które zajmą trzecie i czwarte miejsca w grupach grają w pierwszej rundzie baraży z zwycięzcami oraz trzema najlepszymi wicemistrzami grup dywizji C.
Drużyny z pierwszych miejsc dywizji B oraz dwóch najlepszych wicemistrzów tej dywizji, zagrają w pierwszej rundzie barażów z pozostałymi wicemistrzami grup dywizji B oraz drużynami, które zajęły III miejsca w grupach tej dywizji.
W drugiej rundzie baraży czternaście drużyn zostanie rozlosowanych do siedmiu meczów, zwycięzcy tych meczów awansują do finałów Mistrzostw Europy.

## Drużyny uczestniczące i ich podział
Źródło: uefa.com
Podział koszyków ze względu na zajęte miejsca w grupach.
| Koszyk | Drużyna   |
| ------ | --------- |
| 1      | Hiszpania |
| 1      | Francja   |
| 1      | Niemcy    |
| 1      | Holandia  |
| 2      | Anglia    |
| 2      | Dania     |
| 2      | Włochy    |
| 2      | Austria   |
| 3      | Islandia  |
| 3      | Belgia    |
| 3      | Szwecja   |
| 3      | Norwegia  |
| 4      | Irlandia  |
| 4      | Finlandia |
| 4      | Polska    |
| 4      | Czechy    |

| Koszyk | Drużyna              |
| ------ | -------------------- |
| 1      | Portugalia           |
| 1      | Szwajcaria           |
| 1      | Szkocja              |
| 1      | Walia                |
| 2      | Bośnia i Hercegowina |
| 2      | Serbia               |
| 2      | Chorwacja            |
| 2      | Węgry                |
| 3      | Słowacja             |
| 3      | Irlandia Północna    |
| 3      | Ukraina              |
| 3      | Turcja               |
| 4      | Malta                |
| 4      | Izrael               |
| 4      | Kosowo               |
| 4      | Azerbejdżan          |

| Koszyk | Drużyna            |
| ------ | ------------------ |
| 1      | Słowenia           |
| 1      | Grecja             |
| 1      | Białoruś           |
| 1      | Rumunia            |
| 1      | Albania            |
| 2      | Łotwa              |
| 2      | Czarnogóra         |
| 2      | Bułgaria           |
| 2      | Estonia            |
| 2      | Litwa              |
| 3      | Luksemburg         |
| 3      | Kazachstan         |
| 3      | Macedonia Północna |
| 3      | Cypr               |
| 3      | Andora             |
| 4      | Gruzja             |
| 4      | Mołdawia           |
| 4      | Wyspy Owcze        |
| 4      | Armenia            |

Do rozgrywek nie przystąpiły następujące reprezentacje:
- Gibraltar,
- Liechtenstein,
- San Marino.

Wykluczona z rozgrywek została  Rosja.

## Dywizja A

### Grupa 1
| Lp. | Drużyna   | M | Mecze | Mecze | Mecze | Bramki | Bramki | Bramki | Pkt |
| Lp. | Drużyna   | M | W     | R     | P     | +      | −      | +/−    | Pkt |
| --- | --------- | - | ----- | ----- | ----- | ------ | ------ | ------ | --- |
| 1.  | Włochy    | 6 | 2     | 3     | 1     | 8      | 3      | +5     | 9   |
| 2.  | Holandia  | 6 | 2     | 3     | 1     | 4      | 4      | 0      | 9   |
| 3.  | Norwegia  | 6 | 1     | 4     | 1     | 7      | 4      | +3     | 7   |
| 4.  | Finlandia | 6 | 1     | 2     | 3     | 4      | 12     | −8     | 5   |

### Grupa 2
| Lp. | Drużyna   | M | Mecze | Mecze | Mecze | Bramki | Bramki | Bramki | Pkt |
| Lp. | Drużyna   | M | W     | R     | P     | +      | −      | +/−    | Pkt |
| --- | --------- | - | ----- | ----- | ----- | ------ | ------ | ------ | --- |
| 1.  | Hiszpania | 6 | 5     | 0     | 1     | 18     | 5      | +13    | 15  |
| 2.  | Dania     | 6 | 4     | 0     | 2     | 14     | 8      | +6     | 12  |
| 3.  | Belgia    | 6 | 1     | 1     | 4     | 5      | 18     | −13    | 4   |
| 4.  | Czechy    | 6 | 1     | 1     | 4     | 6      | 12     | −6     | 4   |

### Grupa 3
| Lp. | Drużyna  | M | Mecze | Mecze | Mecze | Bramki | Bramki | Bramki | Pkt |
| Lp. | Drużyna  | M | W     | R     | P     | +      | −      | +/−    | Pkt |
| --- | -------- | - | ----- | ----- | ----- | ------ | ------ | ------ | --- |
| 1.  | Francja  | 6 | 4     | 0     | 2     | 8      | 7      | +1     | 12  |
| 2.  | Anglia   | 6 | 3     | 2     | 1     | 8      | 5      | +3     | 11  |
| 3.  | Szwecja  | 6 | 2     | 2     | 2     | 6      | 4      | +2     | 8   |
| 4.  | Irlandia | 6 | 1     | 0     | 5     | 4      | 10     | −6     | 3   |

### Grupa 4
| Lp. | Drużyna  | M | Mecze | Mecze | Mecze | Bramki | Bramki | Bramki | Pkt |
| Lp. | Drużyna  | M | W     | R     | P     | +      | −      | +/−    | Pkt |
| --- | -------- | - | ----- | ----- | ----- | ------ | ------ | ------ | --- |
| 1.  | Niemcy   | 6 | 5     | 0     | 1     | 17     | 8      | +9     | 15  |
| 2.  | Islandia | 6 | 4     | 1     | 1     | 11     | 5      | +6     | 13  |
| 3.  | Austria  | 6 | 2     | 1     | 3     | 10     | 12     | −2     | 7   |
| 4.  | Polska   | 6 | 0     | 0     | 6     | 4      | 17     | −13    | 0   |

## Dywizja B

### Grupa 1
| Lp. | Drużyna     | M | Mecze | Mecze | Mecze | Bramki | Bramki | Bramki | Pkt |
| Lp. | Drużyna     | M | W     | R     | P     | +      | −      | +/−    | Pkt |
| --- | ----------- | - | ----- | ----- | ----- | ------ | ------ | ------ | --- |
| 1.  | Szwajcaria  | 6 | 5     | 0     | 1     | 14     | 3      | +11    | 15  |
| 2.  | Turcja      | 6 | 3     | 0     | 3     | 8      | 8      | 0      | 9   |
| 3.  | Węgry       | 6 | 2     | 1     | 3     | 10     | 9      | +1     | 7   |
| 4.  | Azerbejdżan | 6 | 1     | 1     | 4     | 2      | 14     | −12    | 4   |

### Grupa 2
| Lp. | Drużyna  | M | Mecze | Mecze | Mecze | Bramki | Bramki | Bramki | Pkt |
| Lp. | Drużyna  | M | W     | R     | P     | +      | −      | +/−    | Pkt |
| --- | -------- | - | ----- | ----- | ----- | ------ | ------ | ------ | --- |
| 1.  | Szkocja  | 6 | 5     | 1     | 0     | 13     | 1      | +12    | 16  |
| 2.  | Serbia   | 6 | 4     | 1     | 1     | 11     | 4      | +7     | 13  |
| 3.  | Słowacja | 6 | 1     | 1     | 4     | 5      | 11     | −6     | 4   |
| 4.  | Izrael   | 6 | 0     | 1     | 5     | 5      | 18     | −13    | 1   |

### Grupa 3
| Lp. | Drużyna              | M | Mecze | Mecze | Mecze | Bramki | Bramki | Bramki | Pkt |
| Lp. | Drużyna              | M | W     | R     | P     | +      | −      | +/−    | Pkt |
| --- | -------------------- | - | ----- | ----- | ----- | ------ | ------ | ------ | --- |
| 1.  | Portugalia           | 6 | 5     | 1     | 0     | 14     | 2      | +12    | 16  |
| 2.  | Irlandia Północna    | 6 | 3     | 1     | 2     | 8      | 7      | +1     | 10  |
| 3.  | Bośnia i Hercegowina | 6 | 2     | 1     | 3     | 4      | 9      | −5     | 7   |
| 4.  | Malta                | 6 | 0     | 1     | 5     | 2      | 10     | −8     | 1   |

### Grupa 4
| Lp. | Drużyna   | M | Mecze | Mecze | Mecze | Bramki | Bramki | Bramki | Pkt |
| Lp. | Drużyna   | M | W     | R     | P     | +      | −      | +/−    | Pkt |
| --- | --------- | - | ----- | ----- | ----- | ------ | ------ | ------ | --- |
| 1.  | Walia     | 6 | 4     | 2     | 0     | 18     | 3      | +15    | 14  |
| 2.  | Ukraina   | 6 | 3     | 2     | 1     | 11     | 4      | +7     | 11  |
| 3.  | Chorwacja | 6 | 3     | 0     | 3     | 4      | 9      | −5     | 9   |
| 4.  | Kosowo    | 6 | 0     | 0     | 6     | 0      | 17     | −17    | 0   |

### Klasyfikacja II miejsc
Dwie najlepsze drużyny z drugich miejsc trafią do koszyka w losowaniu z drużynami z pierwszych miejsc, natomiast dwie najsłabsze - do koszyka z drużynami z trzecich miejsc.
| Grupa | Zespół            | M | W | R | P | Br+ | Br− | +/− | Pkt |
| ----- | ----------------- | - | - | - | - | --- | --- | --- | --- |
| B2    | Serbia            | 6 | 4 | 1 | 1 | 11  | 4   | +7  | 13  |
| B4    | Ukraina           | 6 | 3 | 2 | 1 | 11  | 4   | +7  | 11  |
| B3    | Irlandia Północna | 6 | 3 | 1 | 2 | 8   | 7   | +1  | 10  |
| B1    | Turcja            | 6 | 3 | 0 | 3 | 8   | 8   | 0   | 9   |

### Klasyfikacja III miejsc
Najsłabsza drużyna z trzecich miejsc spada do dywizji C.
| Grupa | Zespół               | M | W | R | P | Br+ | Br− | +/− | Pkt |
| ----- | -------------------- | - | - | - | - | --- | --- | --- | --- |
| B4    | Chorwacja            | 6 | 3 | 0 | 3 | 4   | 9   | -5  | 9   |
| B1    | Węgry                | 6 | 2 | 1 | 2 | 10  | 9   | +1  | 7   |
| B3    | Bośnia i Hercegowina | 6 | 2 | 1 | 3 | 4   | 8   | -4  | 7   |
| B2    | Słowacja             | 6 | 1 | 1 | 4 | 5   | 11  | -6  | 4   |

## Dywizja C

### Grupa 1
| Lp. | Drużyna  | M | Mecze | Mecze | Mecze | Bramki | Bramki | Bramki | Pkt |
| Lp. | Drużyna  | M | W     | R     | P     | +      | −      | +/−    | Pkt |
| --- | -------- | - | ----- | ----- | ----- | ------ | ------ | ------ | --- |
| 1.  | Białoruś | 6 | 6     | 0     | 0     | 19     | 0      | +19    | 18  |
| 2.  | Gruzja   | 6 | 3     | 1     | 2     | 6      | 7      | −1     | 10  |
| 3.  | Litwa    | 6 | 2     | 1     | 3     | 5      | 10     | −5     | 7   |
| 4.  | Cypr     | 6 | 0     | 0     | 6     | 1      | 14     | −13    | 0   |

### Grupa 2
| Lp. | Drużyna            | M | Mecze | Mecze | Mecze | Bramki | Bramki | Bramki | Pkt |
| Lp. | Drużyna            | M | W     | R     | P     | +      | −      | +/−    | Pkt |
| --- | ------------------ | - | ----- | ----- | ----- | ------ | ------ | ------ | --- |
| 1.  | Słowenia           | 6 | 6     | 0     | 0     | 26     | 0      | +26    | 18  |
| 2.  | Łotwa              | 6 | 3     | 0     | 3     | 8      | 16     | −8     | 9   |
| 3.  | Macedonia Północna | 6 | 2     | 1     | 3     | 10     | 17     | −7     | 7   |
| 4.  | Mołdawia           | 6 | 0     | 1     | 5     | 4      | 15     | −11    | 1   |

### Grupa 3
| Lp. | Drużyna     | M | Mecze | Mecze | Mecze | Bramki | Bramki | Bramki | Pkt |
| Lp. | Drużyna     | M | W     | R     | P     | +      | −      | +/−    | Pkt |
| --- | ----------- | - | ----- | ----- | ----- | ------ | ------ | ------ | --- |
| 1.  | Grecja      | 6 | 5     | 1     | 0     | 17     | 4      | +13    | 16  |
| 2.  | Czarnogóra  | 6 | 3     | 1     | 2     | 21     | 10     | +11    | 10  |
| 3.  | Wyspy Owcze | 6 | 3     | 0     | 3     | 11     | 9      | +2     | 9   |
| 4.  | Andora      | 6 | 0     | 0     | 6     | 2      | 28     | −26    | 0   |

### Grupa 4
| Lp. | Drużyna    | M | Mecze | Mecze | Mecze | Bramki | Bramki | Bramki | Pkt |
| Lp. | Drużyna    | M | W     | R     | P     | +      | −      | +/−    | Pkt |
| --- | ---------- | - | ----- | ----- | ----- | ------ | ------ | ------ | --- |
| 1.  | Rumunia    | 6 | 6     | 0     | 0     | 16     | 1      | +15    | 18  |
| 2.  | Bułgaria   | 6 | 2     | 1     | 3     | 6      | 8      | −2     | 7   |
| 3.  | Armenia    | 6 | 2     | 0     | 4     | 8      | 18     | −10    | 6   |
| 4.  | Kazachstan | 6 | 1     | 1     | 4     | 5      | 8      | −3     | 4   |

### Grupa 5
| Lp. | Drużyna    | M | Mecze | Mecze | Mecze | Bramki | Bramki | Bramki | Pkt |
| Lp. | Drużyna    | M | W     | R     | P     | +      | −      | +/−    | Pkt |
| --- | ---------- | - | ----- | ----- | ----- | ------ | ------ | ------ | --- |
| 1.  | Albania    | 4 | 3     | 0     | 1     | 8      | 4      | +4     | 9   |
| 2.  | Luksemburg | 4 | 1     | 2     | 1     | 5      | 6      | −1     | 5   |
| 3.  | Estonia    | 4 | 0     | 2     | 2     | 3      | 6      | −3     | 2   |

### Klasyfikacja II miejsc
Do baraży oprócz zwycięzców grup awansują trzy najlepsze zespoły z trzecich miejsc.
| Lp. | Drużyna    | M | Mecze | Mecze | Mecze | Bramki | Bramki | Bramki | Pkt |
| Lp. | Drużyna    | M | W     | R     | P     | +      | −      | +/−    | Pkt |
| --- | ---------- | - | ----- | ----- | ----- | ------ | ------ | ------ | --- |
| C5. | Luksemburg | 4 | 1     | 2     | 1     | 5      | 6      | −1     | 5   |
| C3. | Czarnogóra | 4 | 1     | 1     | 2     | 10     | 8      | +2     | 4   |
| C1. | Gruzja     | 4 | 1     | 1     | 2     | 3      | 7      | −4     | 4   |
| C4. | Bułgaria   | 4 | 1     | 0     | 3     | 5      | 8      | −3     | 3   |
| C2. | Łotwa      | 4 | 1     | 0     | 3     | 5      | 15     | −10    | 3   |

## Baraże

### Runda 1
Drużyny z trzecich i czwartych miejsc dywizji A zagrają dwumecz (mecz i rewanż) przeciwko pierwszym i trzem najlepszym drugim drużynom z dywizji C o grę w drugiej rundzie Przegrani odpadają z walki o awans.
| Drużyna 1                            | Wynik dwumeczu | Drużyna 2 | Pierwszy mecz | Drugi mecz |
| ------------------------------------ | -------------- | --------- | ------------- | ---------- |
| Rumunia                              | 2:6            | Polska    | 1:2           | 1:4        |
| Grecja                               | 0:5            | Belgia    | 0:0           | 0:5        |
| Czarnogóra                           | 0:6            | Finlandia | 0:1           | 0:5        |
| Gruzja                               | 0:9            | Irlandia  | 0:6           | 0:3        |
| Słowenia                             | 1:5            | Austria   | 0:3           | 1:2        |
| Luksemburg                           | 0:12           | Szwecja   | 0:4           | 0:8        |
| Białoruś                             | 1:8            | Czechy    | 1:8           | 0:0        |
| Albania                              | 0:14           | Norwegia  | 0:5           | 0:9        |
| Po lewej gospodarz pierwszego meczu. |                |           |               |            |

Pierwsze i dwie najlepsze drugie drużyny z dywizji B zagrają dwumecz (mecz i rewanż) przeciwko dwóm najsłabszym drużynom z drugiego miejsca oraz drużynom z trzeciego miejsca w dywizji B. Zwycięzcy awansują do drugiej rundy, przegrani odpadają z walki o awans.
| Drużyna 1                            | Wynik dwumeczu | Drużyna 2           | Pierwszy mecz | Drugi mecz |
| ------------------------------------ | -------------- | ------------------- | ------------- | ---------- |
| Turcja                               | 1:3            | Ukraina             | 1:1           | 0:2        |
| Chorwacja                            | 1:2            | Irlandia Północna * | 1:1           | 0:1        |
| Bośnia i Hercegowina                 | 3:6            | Serbia              | 2:2           | 1:4        |
| Azerbejdżan                          | 1:8            | Portugalia          | 1:4           | 0:4        |
| Węgry                                | 0:5            | Szkocja             | 0:1           | 0:4        |
| Słowacja                             | 2:3            | Walia *             | 2:1           | 0:2        |
| Po lewej gospodarz pierwszego meczu. |                |                     |               |            |

### Runda 2
Zwycięzcy meczów pierwszej rundy rozgrywają między sobą dwumecz (mecz i rewanż), z czego 7 drużyn, które znajdują się najwyżej w rankingu, są rozstawione. Zwycięzcy awansują na Mistrzostwa Europy, przegrani odpadają z walki o awans.
| Drużyna 1                            | Wynik dwumeczu | Drużyna 2 | Pierwszy mecz | Drugi mecz |
| ------------------------------------ | -------------- | --------- | ------------- | ---------- |
| Portugalia                           | 3:2            | Czechy    | 1:1           | 2:1        |
| Szkocja                              | 0:2            | Finlandia | 0:0           | 0:2        |
| Ukraina                              | 1:4            | Belgia    | 0:2           | 1:2        |
| Walia                                | 3:2            | Irlandia  | 1:1           | 2:1        |
| Polska                               | 2:0            | Austria   | 1:0           | 1:0        |
| Irlandia Północna                    | 0:7            | Norwegia  | 0:4           | 0:3        |
| Serbia                               | 0:8            | Szwecja   | 0:2           | 0:6        |
| Po lewej gospodarz pierwszego meczu. |                |           |               |            |

## Strzelczynie

### 5 goli
- Armisa Kuč
- Lea Schüller
- Lara Prašnikar
- Martha Thomas

### 4 gole
- Eileen Campbell
- Slađana Bulatović
- Medina Dešić
- Teona Bakradze

### 3 gole
- Fortesa Berisha
- Milena Nikolić
- Jasna Đoković
- Amalie Vangsgaard
- Veatriki Sarri
- Jennifer Hermoso
- Salma Paralluelo
- Lineth Beerensteyn
- Natasza Andonowa
- Klara Bühl
- Giulia Gwinn
- Carole Costa
- Ștefania Vătafu
- Jovana Damnjanović
- Špela Kolbl
- Jess Fishlock
- Rachel Rowe

### 2 gole
- Qendresa Krasniqi
- Alessia Russo
- Maral Artin
- Sarah Puntigam
- Anastasiya Shlapakova
- Ivana Rudelić
- Jasna Đoković
- Kamila Dubcová
- Janni Thomsen
- Jutta Rantala
- Marie-Antoinette Katoto
- Anastasia Spyridonidou
- Mariona Caldentey
- Esther González
- Lauren Wade
- Hlín Eiríksdóttir
- Karlīna Miksone
- Carolina Țabur
- Natalia Padilla-Bidas
- Lúcia Alves
- Cristina Carp
- Mihaela Ciolacu
- Andrea Herczeg
- Miljana Ivanović
- Nina Kajzba
- Špela Kolbl
- Kaja Korošec
- Claire Emslie
- Luana Bühler
- Viola Calligaris
- Fridolina Rolfö
- Johanna Rytting Kaneryd
- Ece Türkoğlu
- Kayleigh Barton
- Elise Hughes
- Manuela Giugliano

### 1 gol
- Megi Doci
- Luçije Gjini
- Kristina Maksuti
- Teresa Morató
- Alex Greenwood
- Lauren James
- Beth Mead
- Georgia Stanway
- Veronika Asatryan
- Anna Dallakyan
- Lara Kazandjian
- Ani Safaryan
- Sarah Puntigam
- Lilli Purtscheller
- Nigar Mirzaliyeva
- Sevinj Jafarzade
- Jassina Blom
- Tine De Caigny
- Féli Delacauw
- Sari Kees
- Tessa Wullaert
- Anna Kozyupa
- Ksenia Kubichnaya
- Anna Pilipenko
- Anastasia Shuppo
- Marija Milinković
- Simona Petkova
- Ewdokija Popadinowa
- Polina Rasina
- Izabela Lojna
- Ana Maria Marković
- Helena Božić
- Maša Tomašević
- Eliška Sonntagová
- Andrea Stašková
- Stine Ballisager
- Josefine Hasbo
- Sofie Svava
- Frederikke Thøgersen
- Kairi Himanen
- Jutta Rantala
- Elisa De Almeida
- Kadidiatou Diani
- Wendie Renard
- Anastasia Gkatsou
- Sofia Kongouli
- Eleni Markou
- Irina Khaburdzania
- Lucía García
- Sheila García
- María Méndez
- Irene Paredes
- Bruna Vilamala
- Megan Bell
- Simone Magill
- Hildur Antonsdóttir
- Sveindís Jane Jónsdóttir
- Glódís Viggósdóttir
- Diljá Ýr Zomers
- Eden Avital
- Vital Kats
- Talia Sommer
- Alexandra Burova
- Aida Gaistenova
- Kamila Kulmagambetova
- Bibigul Nurusheva
- Asselkhan Turlybekova
- Rimantė Jonušaitė
- Ugnė Lazdauskaitė
- Milda Liužinaitė
- Charlotte Schmit
- Emma Kremer
- Amy Thompson
- Anastasija Poļuhoviča
- Lence Andreevska
- Ulza Maksuti
- Gentjana Rochi
- Maria Farrugia
- Iuliana Colnic
- Giulia Gwinn
- Lena Oberdorf
- Thea Bjelde
- Sophie Haug
- Frida Maanum
- Celin Bizet Ildhusøy
- Elisabeth Terland
- Dominika Grabowska
- Ewelina Kamczyk
- Catarina Amado
- Ana Capeta
- Kika Nazareth
- Andreia Norton
- Diana Silva
- Brigitta Gődér
- Anastasija Ćirić
- Tijana Filipović
- Nina Matejić
- Violeta Slović
- Tyla-Jay Vlajnic
- Patrícia Hmírová
- Mária Mikolajová
- Martina Šurnovská
- Sara Agrež
- Lana Golob
- Korina Janež
- Zala Kuštrin
- Chelsea Cornet
- Kirsty Hanson
- Sophie Howard
- Ramona Bachmann
- Alisha Lehmann
- Alayah Pilgrim
- Nadine Riesen
- Smilla Vallotto
- Magdalena Eriksson
- Miray Cin
- Ebru Topçu
- Weronika Andruchiw
- Jana Kalinina
- Tamiła Chimycz
- Nicole Kozlova
- Anna Petryk
- Kayleigh Green
- Angharad James
- Ffion Morgan
- Diána Csányi
- Henrietta Csiszár
- Emőke Pápai
- Dóra Zeller
- Agnese Bonfantini
- Valentina Giacinti
- Sunniva Dal Christiansen
- Petra Hoydal
- Ásla Johannesen
- Birita Ryan
- Sunniva Willemoes

### Gole samobójcze
- Gloria Slišković (dla  Portugalii)
- Elena Linari (dla  Włoch)
- Anna Kristīne Gornela (dla  Macedonii Północnej)
- Anastasija Ročāne (dla  Macedonii Północnej)
- Viktorija Panchurova (dla  Słowenii)
- Mădălina Bădiceanu (dla  Rumunii)
- Nadejda Colesnicenco (dla  Łotwy)
- Małgorzata Mesjasz (dla  Islandii)
- Wiktoria Zieniewicz (dla  Niemiec)

## Klasyfikacja końcowa
| Dywizja A |                      |
| 1.        | Hiszpania            |
| 2.        | Niemcy               |
| 3.        | Francja              |
| 4.        | Holandia             |
| 5.        | Dania                |
| 6.        | Anglia               |
| 7.        | Islandia             |
| 8.        | Włochy               |
| 9.        | Szwecja              |
| 10.       | Norwegia             |
| 11.       | Austria              |
| 12.       | Belgia               |
| 13.       | Finlandia            |
| 14.       | Czechy               |
| 15.       | Irlandia             |
| 16.       | Polska               |
| Dywizja B |                      |
| 17.       | Portugalia           |
| 18.       | Szkocja              |
| 19.       | Szwajcaria           |
| 20.       | Walia                |
| 21.       | Serbia               |
| 22.       | Ukraina              |
| 23.       | Irlandia Północna    |
| 24.       | Turcja               |
| 25.       | Chorwacja            |
| 26.       | Węgry                |
| 27.       | Bośnia i Hercegowina |
| 28.       | Słowacja             |
| 29.       | Azerbejdżan          |
| 30.       | Malta                |
| 31.       | Izrael               |
| 32.       | Kosowo               |
| Dywizja C |                      |
| 33.       | Słowenia             |
| 34.       | Rumunia              |
| 35.       | Białoruś             |
| 36.       | Grecja               |
| 37.       | Albania              |
| 38.       | Luksemburg           |
| 39.       | Czarnogóra           |
| 40.       | Gruzja               |
| 41.       | Bułgaria             |
| 42.       | Łotwa                |
| 43.       | Wyspy Owcze          |
| 44.       | Armenia              |
| 45.       | Macedonia Północna   |
| 46.       | Estonia              |
| 47.       | Litwa                |
| 48.       | Kazachstan           |
| 49.       | Mołdawia             |
| 50.       | Cypr                 |
| 51.       | Andora               |